# Gefecht bei Hainholz
Das Gefecht bei Hainholz von 1632 vor Hannover war ein Gefecht im Dreißigjährigen Krieg, bei dem 21 hannoversche Bürger starben.

## Geschichte

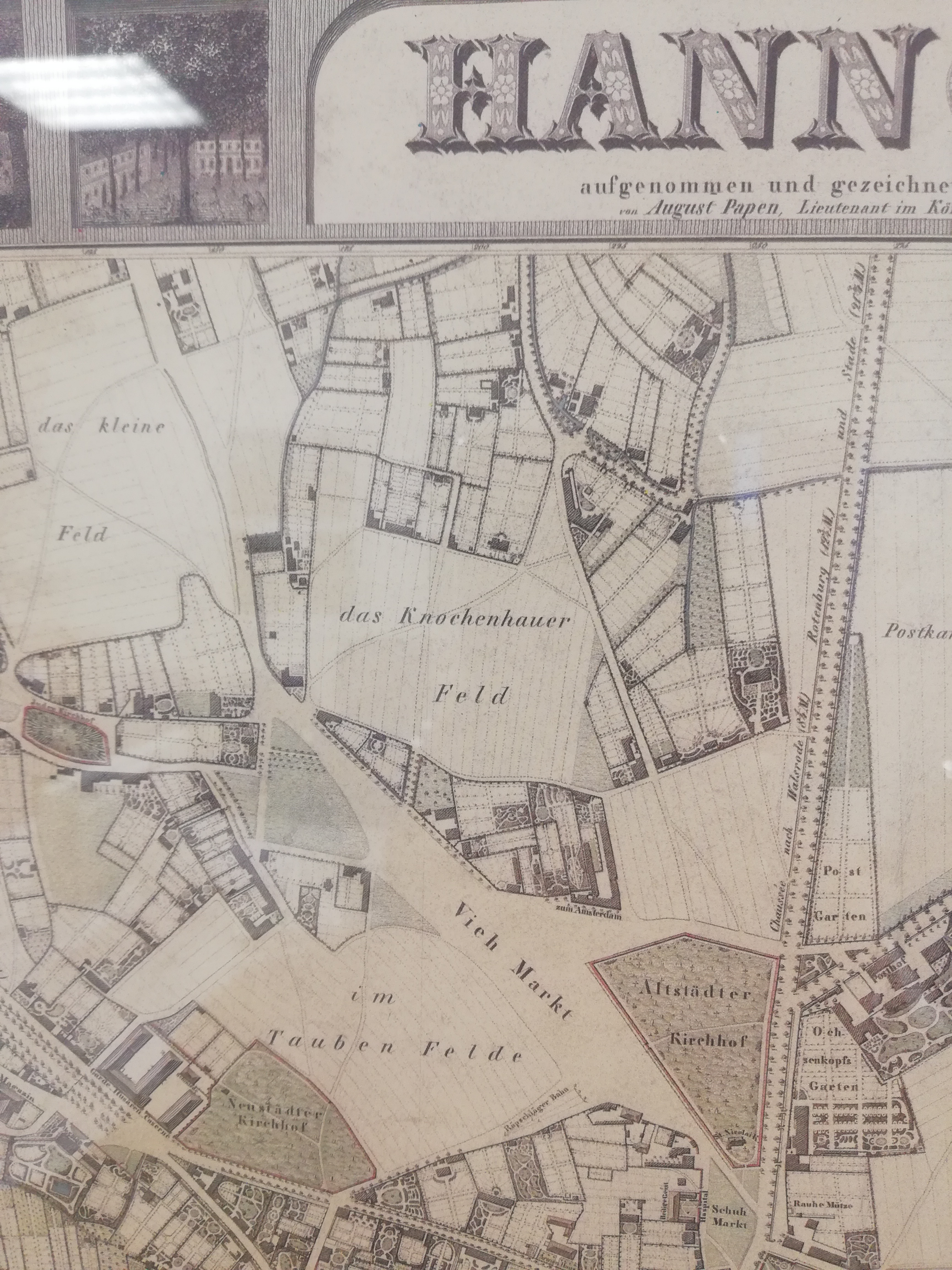
Das Knochenhauer Feld nordöstlich des Altstädter Kirchhofs;
Plan von Hannover (Ausschnitt) von August Papen, um 1830

Mitten im Dreißigjährigen Krieg beschloss Graf Gronsfeld von der Katholischen Liga, von der Stadt Neustadt am Rübenberge aus mit seinen Truppen die Stadt Hannover zu überrumpeln. Hierfür ließ er bei Hainholz außerhalb der Sichtweite der Stadtbefestigung Hannovers lagern, um das frühmorgendliche Öffnen der Stadttore abzuwarten.
Doch vier von Gronsfelds Dragonern raubten eigenmächtig im Umfeld der Kapelle am Alten St.-Nikolai-Friedhof vor dem Steintor etliche Pferde und Schafe. Dies bemerkte der austreibende Kuhhirte der Stadt, der daraufhin seine Kühe hinter die Stadtmauer zurücktrieb und um Hilfe rief. Die herbeigeeilten Bürger nahmen aufgrund der Schilderung des Kuhhirten allerdings an, dass sie es mit nur wenigen Räubern zu tun bekämen, wenn sie das geraubte Vieh zurückerobern würden. Daher machten sie einen Ausfall und eilten ohne große Vorsichtsmaßnahmen den vier Dragonern hinterher. So konnten die Hannoveraner zwar ihr Vieh retten, doch während der Verfolgung gerieten sie zwischen dem damaligen Sandberg und Hainholz in einen Hinterhalt von acht Kornetten „Reitern und einer Fahne Dragoner.“ So zogen sich die Bürger auf den ehemaligen „Knochenhauer Camp“ zurück, wurden dort jedoch von den Partisanen umzingelt. Dabei wurden zahlreiche Hannoveraner verletzt, einundzwanzig von ihnen starben.

## Gedenktafel
David Meier, Pastor der Marktkirche, veranlasste die Anbringung einer Gedenktafel in der Turmhalle der Kirche. Diese hochrechteckige Holztafel (Höhe 127,5 cm, Breite 87,5) befindet sich heute im Bödeckersaal unter der Kirche. Ein zentrales Feld listet die Gefallenen mit ihrem Lebensalter auf. Der Rahmen, auf dem sich weitere Inschriften befinden, wurde anscheinend später überarbeitet.
Auf dem Rahmen steht oben: M[AGISTER]() DAV[ID] M[EIER] POSUIT, „Magister David Meier hat (die Tafel) anbringen lassen.“ Unter der Tafel befand sich eine lateinische Inschrift, die heute verloren ist: IN · PATRIA · PARVI · SED · IN · ARMIS · MAGNA · VIRVM · VIS · „Im Vaterland waren sie kleine Leute, aber in Waffen war die Gewalt der Männer groß.“
Die folgende Namensliste nummeriert die Gefallenen und nennt ihr Alter. Unter der Liste steht das Todesdatum: Anno Christi 1632: D[ie] 23 Iulij / OCCUBUERUNT, „Im Jahr Christi 1632, am 23. Juli verstarben sie.“
| Nr. | Name               | Alter |
| 1   | HEINRICUS HOLSTEIN | 36    |
| 2   | CASPAR SCHILT      | 28    |
| 3   | HEIZO MEELBAUM     | 36    |
| 4   | ALBERT MOGELKEN    | 33    |
| 5   | HERMAN PAXMANN     | 23    |
| 6   | DIETRICH DIETRICHS | 45    |
| 7   | CHRISTIAN SCHEFFER | 50    |
| 8   | REINHART SOKELANT  | 37    |
| 9   | STATZ HEMMINCK     | 56    |
| 10  | HANS RICHERS       | 40    |
| 11  | ANDREAS FROMELING  | 50    |
| 12  | HANS SUPPRIAN      | 38    |
| 13  | IURGEN BOGEN       | 37    |
| 14  | ALBERT FROMELING   | 26    |
| 15  | GERHART BRAUNS     | 40    |
| 16  | TONNIES GRAMBART   | 27    |
| 17  | MICHAEL ABELMAN    | 27    |
| 18  | TIELE KREPEN       | 34    |
| 19  | HANS SCHOMAN       | 29    |
| 20  | IOBST ROLEFES      | 26    |
| 21  | HERMAN BEER        | 33    |

Die Bohnenstraße und die Sokelantstraße in Hannover erinnern an zwei der tapferen Männer, die ihren Mut mit dem Leben bezahlt haben.